# Marstal
Marstal est une ville du Danemark située sur dans la division administrative (commune) d'Ærø, sur l'île du même nom.
Marstal abrite une des plus importantes centrales de chauffage solaire du pays, d'une surface de 33 000 m2 et dotée d'une unité de stockage de 75 000 m3, permettant un stockage saisonnier.

## Personnalités liées à Marstal
- Jens Wilken Hornemann, médecin et botaniste né à Marstal en 1770 et mort à Copenhague en 1841.
- Carsten Jensen, écrivain et journaliste né à Marstal le 24 juillet 1952. Il a notamment reçu le prix Gens de mer en France en 2010.